# RTL Klub
RTL (dawniej RTL Klub) – prywatna telewizja na Węgrzech. Uruchomiona 6 października 1997, dwa dni po swoim konkurencie TV2.
Niemiecka spółka RTL Group jest właścicielem kanału. Jest to obok TV2 najpopularniejsza stacja telewizyjna na Węgrzech.